# HD103941
HD103941 — подвійна зоря. 
Ця подвійна система має видиму зоряну величину в смузі V приблизно 8,3.
Вона розташована на відстані близько 478,2 світлових років від Сонця.

## Подвійна зоря
Головна зоря цієї системи належить до хімічно пекулярних зір й має спектральний клас F2.
Інша компонента має  спектральний клас d.